# Józef Talwosz Stetkiewicz
Józef Talwosz Stetkiewicz herbu Kościesza (zm. przed 20 grudnia 1724 roku) – kasztelan zawichojski w 1713 roku.
W 1717 roku został wyznaczony senatorem rezydentem.